# Antonio Amurri
Antonio Amurri (* 28. Juni 1925 in Ancona; † 18. Dezember 1992 in Rom) war ein italienischer Schriftsteller und Humorist.

## Leben
Amurri verfasste mehrere Drehbücher zu TV-Serien. Seine Gedichte wurden vertont und fanden Eingang in Filmen und Fernsehspielen. Amurri schrieb die Texte zu mehreren Popsongs, wie die drei großen Erfolge von Mina (Sono come tu mi vuoi, von 1966, Conversazione, von 1967 und Vorrei che fosse amore von 1968) oder die Piccolissima serenata von 1958, die unter anderem von Teddy Reno interpretiert wurde. Er ist der Vater des Regisseurs Franco Amurri.

## Werke (Auswahl)
- Come ammazzare il marito senza tanti perché, Verlag Arnoldo Mondadori, Januar 1976
- La Mantide religiosa („Die Gottesanbeterin “). Diesem Gedicht liegt Fellinis Casanova zugrunde.
- Wie beseitige ich Vater und Mutter? Krüger, Frankfurt am Main 1981, ISBN 3810501034
- Kako Ubiti Suprugu I Zasto (serbisch), Verlag Mladost Zagreb 1979
- Piccolissimo, Verlag Bietti, Januar 1973
- Piu bello di cosi si muore (Il travestito), Milano A. Mondadori, 1979
- Dimmi di zi, Milano A. Mondadori, 1982